# Chaba (fiume)
Il Chaba è un breve fiume del Canada, che scorre in Alberta. Esso nasce dall'omonimo ghiacciaio sulle Montagne Rocciose Canadesi e confluisce nel fiume Athabasca, del quale è uno dei maggiori tributari.